# Zřídla u Nesvačilky
Zřídla u Nesvačilky este o arie protejată (arie specială de conservare — SAC, sit de importanță comunitară — SCI) din Republica Cehă întinsă pe o suprafață de 4,68 ha, integral pe uscat.

## Localizare
Centrul sitului Zřídla u Nesvačilky este situat la coordonatele 49°04′49″N 16°46′15″E / 49.080278°N 16.770833°E.

## Înființare
Situl Zřídla u Nesvačilky a fost declarat sit de importanță comunitară în aprilie 2005 pentru a proteja un număr necunoscut de specii din flora spontană și fauna sălbatică aflate în arealul zonei. Situl a fost protejat și ca arie specială de conservare în ianuarie 2016.

## Biodiversitate
Situată în ecoregiunea panonică, aria protejată conține 1 habitat natural: Pășuni continentale udate de apa mării.
La baza desemnării sitului se află un număr nedeclarat de specii protejate.